# Typ 3 Chi-Nu
Typ 3 Chi-Nu – japoński czołg średni z okresu II wojny światowej.
W 1941 roku armia japońska rozpoczęła testy prototypu czołgu Typ 1 Chi-He. Łączył on napęd, układ jezdny i uzbrojenie czołgu Typ 97 Shinhoto Chi-Ha, ale kadłub i wieżę skonstruowano od nowa. W następnych latach czołg ten był produkowany seryjnie, ale trwały prace nad zamocowaniem w tym czołgu armaty o większym kalibrze. W 1944 roku powstał prototyp wykorzystujący podwozie czołgu Typ 1, ale wyposażony w nową wieżę z zamontowaną armatą czołgową kalibru 75 mm Typ 3. Nowa armata miała niskie własności balistyczne, ale montaż silniejszej nie był na tym podwoziu możliwy. Do zakończenia wojny wyprodukowano 60 czołgów Typ 3 Chi-Nu. Zostały one skierowane do 3 Dywizji Pancernej broniącej Wysp Japońskich.
Czołg Typ 3 Chi-Nu miał klasyczną konstrukcję. W tylnej części nitowanego kadłuba umieszczono sześciocylindrowy silnik wysokoprężny. Układ jezdny składał się z sześciu kół jezdnych, koła napędowego, napinającego i trzech rolek podtrzymujących gąsienicę. Cztery środkowe koła jezdne były zblokowane po dwa i amortyzowane poziomymi resorami śrubowymi, Koła skrajne były zawieszone niezależnie i amortyzowane ukośnymi resorami śrubowymi. Czołg był uzbrojony w armatę czołgową kalibru 75 mm Typ 3. Uzbrojeniem dodatkowym był czołgowy karabin maszynowy Typ 97 zamocowany w kadłubie, obok kierowcy. Załoga składała się z kierowcy, strzelca kadłubowego km, celowniczego, ładowniczego i dowódcy.